# Giuseppe Solimbergo
Giuseppe Solimbergo (Rivignano, 6 ottobre 1846 – Roma, 10 aprile 1922) è stato un avvocato, politico e diplomatico italiano.

## Biografia
Laureatosi in legge a Padova, iniziò a lavorare come avvocato presso uno studio di Firenze, all'epoca capitale provvisoria del Regno d'Italia.
Nel 1875 venne invitato dal Ministero degli esteri a partecipare a partecipare ad una missione in Indocina e Malaysia, durante la quale tenne un diario accurato che divenne un preciso e dettagliato rapporto della missione, del quale era stato espressamente incaricato. L'incarico svolto gli consentì di entrare definitivamente nell'ambiente politico e, al suo ritorno nel 1876, venne nominato segretario particolare del Ministero delle finanze nel Governo Depretis I.
Eletto per la prima volta alla Camera dei deputati nel 1882, venne successivamente più volte rieletto in diversi collegi del Friuli, rimanendo ininterrottamente membro del Parlamento fino al 1895.
Tra il 1895 ed il 1904 venne nominato console generale d'Italia prima a Montréal, in Canada, e poi a Istanbul, in Turchia, dove ebbe al suo fianco come segretario il futuro Ministro degli esteri Conte Carlo Sforza.
Tornato in patria, venne nuovamente eletto alla Camera di deputati per un'altra legislatura, tra il 1904 ed il 1909.